# Aichryson punctatum
Aichryson punctatum là một loài thực vật có hoa trong họ Crassulaceae. Loài này được (C.Sm. ex Link) Webb & Berthel. miêu tả khoa học đầu tiên năm 1840.